# كفر عوان (إربد)
كفرعوان  هي إحدى قرى لواء الكورة  في محافظة إربد، الأردن.    وهي إحدى المناطق الحضرية الخمس في برقش.

## الموقع
تقع قرية كفرعوان بين أربع قرى: جديتا وكفرأبيل من الجنوب والجنوب الغربي، وبيت إيدس وكفر راكب من الشمال. و تبعد عن العاصمة عَمّان مسافة 73 كم.
بلدة كفرعوان تقع في الوسط مما يجعلها قريبة من الأغوار الشمالية، ومن ناحية أخرى هي قريبه من جبال محافظة عجلون.

## الخدمات
يوجد في القرية مركز صحي شامل يوفر كافة الخدمات الصحية لكافة سكان القرية والقرى المجاورة، ويوجد أيضا عدد من المدارس؛ مدرسة ثانوية للبنين ومدرسة ثانوية للبنات بالإضافة إلى المدارس الأساسية التي يصل عددها إلى 9 مدارس موزعة على كافة أنحاء القرية. تتميز القرية بمساحتها الواسعة ونسبة التعليم العالية مقارنة بالقرى المحيطة الأخرى، والمدارس الثانوية بإنجازاتها الباهرة على مستوى اللواء وعلى مستوى المحافظة.
يوجد في القرية العديد من المساجد يقدر عددها ب 14 مسجد. 4 منها يقام فيها صلاة الجمعة.
يوجد فيها أيضا مكتب بريد.
ويوجد فيها معصرة زيتون حديثه ومعصرة قديمة، وكان عدد المعاصر في نهاية الثمانينات (5) معاصر تعمل بالطرق التقليدية (محرك يعمل بالديزل ينقل الحركة الميكانيكية إلى حجارة دوارة تطحن الزيتون المجفف بالشمس بعد سلقة أو بدون سلقه، وينقل المهروس المطحون إلى قفاف من البلاستيك توضع في صواني حديدية تنقل إلى مكبس يعمل بضغط الماء الناتج من طلمبة ميكانيكية، ويعصر الهريس لاستخراج الزيت).

## السكان
كفرعوان من قرى عشائر العمري اهتمام السكان بالتعليم مبكراً حيث ان مدرسة البلدة قد تاسست عام 1923 وهي من اقدم المدارس الاساسية في شرق الأردن حيث كان يقصدها لطلب العلم العديد من الطلبة من القرى يقع بعضها اليوم في محافظة عجلون الملاصقة للواء من الجهة الجنوبية، وتطورت هذه المدرسة مع تزايد السكان إلى عدة مدارس، ولعهد قريب (نهاية الثمانينيات من القرن الماضي) كانت مدرسة كفرعوان الثانوية المدرسة الوحيدة التي تحتوي الفرع العلمي في جنوب اللواء (لواء الكورة) ويفتخر المثقفون من قرى جديتا وكفرابيل وبيت ايدس من جيل الستينيات بانهم خريجوا مدرسة كفرعوان الثانوية للبنين.

## الجغرافية وأشهر المواقع الأثرية
- تطل البلدة على طبقة فحل وهي من أشهر المواقع الأثرية في هذه البلدة. وقد تم الكشف عن مواقع أثرية أخرى مثل: خربة فتة، الخارجة والطنطور وهي مدرجة ضمن قائمة المواقع الأثرية على خارطة الأردن الأثرية.

يوجد الكثير من الأماكن التي يقصدها السكان من كل مكان في الأردن للراحة والاستجمام، من مثل وادي الريان (في قرية جديتا) وهو قريب جدا من القرية ونطاق الغابات (برقش) في قرية كفرراكب.
بالإضافة إلى وجود مواقع متعددة مثل الميسر وهي تطل على منطقة غور الأردن الشمالي والضفة الغربية.
تقسم كفرعوان إلى أحياء وهي: العريض، الحارة، السلم، القصبة، الجدوع، الحديقة، المثلث الرئيسي، السنباطي، الجلمة ومنطقتي (السهل والعرقوب) وهاتان المنطقتان تتميزان بالأراضي الخصبة والإطلالة على الضفة الغربية.
تشتهر البلدة بزراعة التين والزيتون وتحتوي على معاصر زيتون حديثة، ويوجد فيها معصرة زيتون قديمة وهي من أقدم معاصر الزيتون في الأردن ولا تزال تعمل إلى أيامنا هذه.
معظم أهالي قرية كفرعوان يعملون في الوظائف الحكومية، وخصوصا في القوات المسلحة الأردنية. بالإضافة إلى وزارة التربية والتعليم ،وزارة التعليم العالي ووزارة الصحة.